# Una verdad muy incómoda: Ahora o nunca
Una verdad muy incómoda: Ahora o nunca (título original An Inconvenient Sequel: Truth to Power) es una  película documental dirigida por Bonni Cohen y Jon Shenk sobre la misión del ex vicepresidente de Estados Unidos Al Gore por luchar contra el cambio climático. La secuela de Una verdad Incómoda (2006) aborda el progreso hecho para abordar este problema global y los esfuerzos de Gore para persuadir los líderes mundiales de invertir en energía renovable, culminando en la firma histórica del Acuerdo de París en 2016. Llegó a cines estadounidenses el 28 de julio de 2017 a través de Paramount. Recibió el premio Lurra de Greenpeace.